# Steve Miner
Stephen C. „Steve“ Miner (* 18. června 1951 Westport, Connecticut) je americký filmový režisér a producent.
Režíroval několik televizních pořadů, jako například Báječná léta, Jake 2.0, Felicity, Dawsonův svět (zde režíroval pilotní a čtvrtý díl z první řady seriálu) a Diagnóza vražda. Poprvé se na produkci podílel jako koproducent filmu Pátek třináctého z roku 1980. To mu také umožnilo režírovat další díly z této hororové série, například Pátek třináctého 2 i Pátek třináctého 3. Dodnes je jediným režisérem, který režíroval více než jeden film ze série Pátek třináctého. Roku 1985 režíroval hororovou komedii Dům, do které obsadil svého vlastního syna. Též natočil kultovní snímek Warlock (1989). V dalších letech režíroval hororový film Halloween: H20 z roku 1998 a o rok později Jezero.
V roce 2008 režíroval film Zombies: Den-D přichází, což je remake stejnojmenného filmu režiséra George A. Romera.